# Oriel
Airgíalla (auch Airgialla, Uriel, Orial, Orgialla, Orgiall, Oryallia, Ergallia) wird in heutigem Irisch Oirialla und auf Englisch Oriel genannt. Oriel war eine irische Föderation und ein Königreich, das im 7. Jahrhundert entstand. Es lag im heutigen Leinster und Ulster und umfasst die heutigen Grafschaften Louth und Monaghan und Teile benachbarter Grafschaften, z. B. Armagh im heutigen Nordirland. 
Die Airgíalla waren eine Gruppe meist nicht miteinander verwandter Dynastien, die im heutigen Süd- und Mittel-Ulster ansässig waren. Diese gründeten um das 7. Jahrhundert ein Militärbündnis.
Vom Begriff Airgíalla wurde angenommen, dass er von dem irischen Begriff orgialla (engl. „hostage of gold“) abgeleitet wurde. Neuere Forschungen gehen eher davon aus, dass er vom Begriff Airgíallne (engl. „additional clientship“) herrührt.

## Gründungsmythos
Anfang des 4. Jahrhunderts eroberten drei Prinzen, genannt die drei Collas (neuirisch Trí Cholla) (Cairell Colla Uais, Muiredach Colla Fo Chrí und Áed Colla Menn, Söhne von Eochaid Doimlén, Sohn des Cairbre Lifechar, des legendären Hochkönigs von Irland aus dem Hause Éremón), große Teile von Ulster, die vorher unter der Herrschaft der Prinzen aus dem Hause „Ir“, genannt Clanna Rudraige (Rudericians), gestanden hatten.
In der Schlacht von „Achaidh Leithdeircc“ (Achadh Leithdheirg) in Fearnmhagh in Dalaradia, an der Grenze der heutigen Countys Down und Antrim, besiegten die drei Collas Fergus Foga, den König von Ulster, der während der Schlacht fiel. Die Stadt Emain Macha (nahe der heutigen Stadt Armagh) wurde niedergebrannt. Zuvor stand in dieser Stadt sechs Jahrhunderte lang der berühmte Palast der Könige von Ulaid.
Als Ort des Schlachtfeldes wird auch Carn Achy-Leth-Derg in der Pfarrei Aghaderg in County Down angenommen.
Nach dieser Schlacht ging die Herrschaft über Ulster vom Haus "Ir" auf das Haus "Éremón" über.
Die Namen der drei Prinzen waren:
- Cairell Colla Uais oder Colla der Noble
- Muiredach Colla Fo Chrí, auch Colla da Chrioch oder Fochrich bzw. Colla der zwei Territorien
- Áed Colla Menn oder Colla der Berühmte

Colla Uais wurde 327 Hochkönig von Irland und starb 332.

## Mythos und Geschichte
Der Gründungsmythos wurde allerdings erst Mitte des 8. Jahrhunderts ersonnen um die Allianz mit den Uí Néill zu festigen.

## Die neun Königreiche von Airgíalla
Das Königreich Airgíalla war seinerseits in neun Unter-Königreiche unterteilt, die in der Regel nach ihren herrschenden Dynastien benannt wurden: 
- Uí Meic Cairthinn
- Uí Fhiachrach Arda Sratha
- Uí Thuirtri[2]
- Fir Chraíbe
- Fir Lí
- Ind Airthir – Dynastien und Unter-Unterkönigreiche:
  - Uí Bresail Macha
  - Uí Echach & Clann Sinaig
  - Uí Nialláin
  - Uí Cruinn
- Uí Chremthainn – Dynastien und Unter-Unterkönigreiche:
  - Síl Daimíne
  - Fir Fernmaige = Uí Nadsluaig ⇒ MacMathgamna
- Uí Méith
- Mugdorna

Daneben seien noch genannt:
- Fir Rois
- Fir Manach ⇒ Mac Uidhir